# 莫札特巧克力

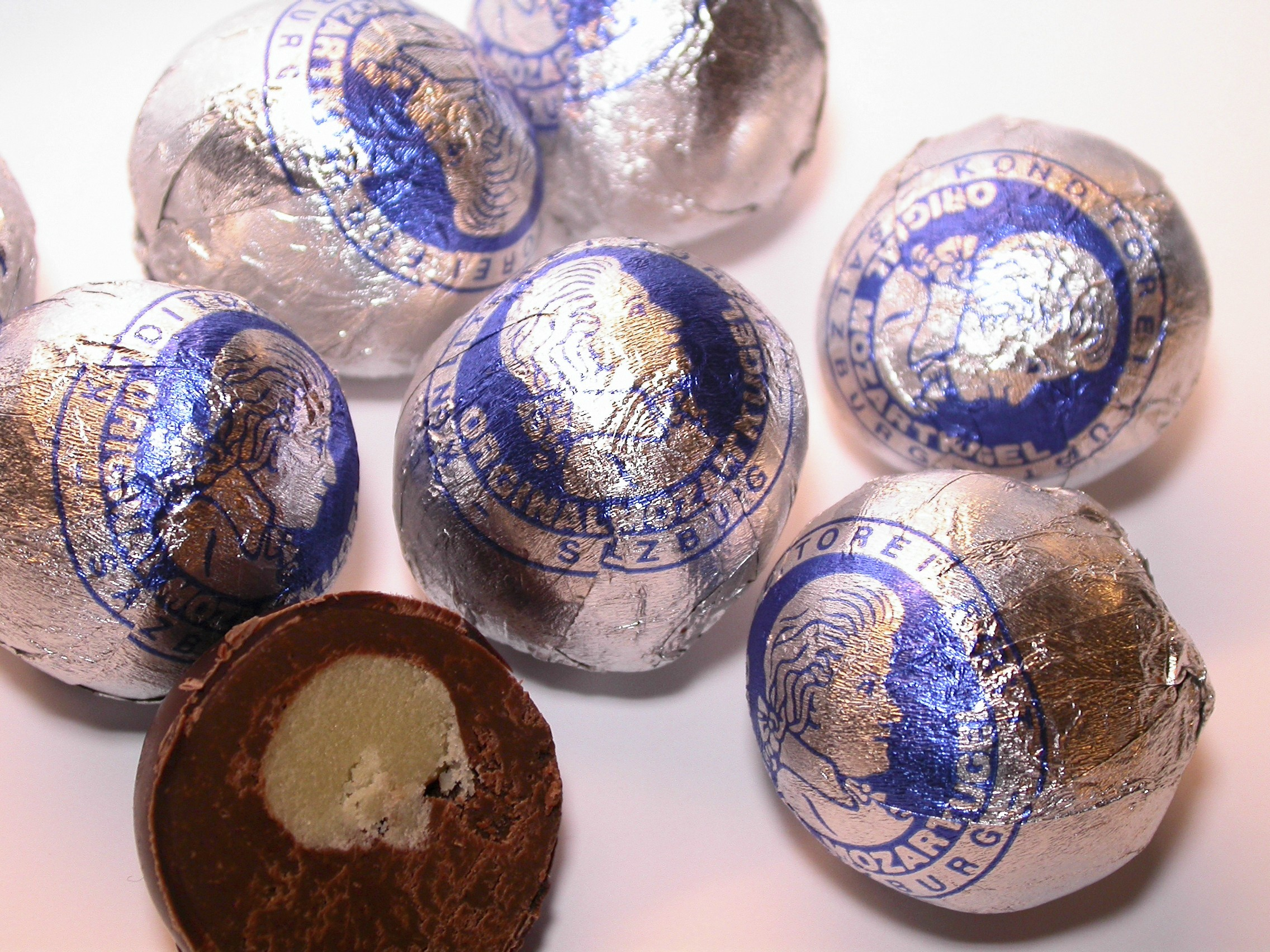
由 Konditorei Fürst 出產的正統薩爾斯堡莫札特巧克力

莫札特巧克力（意為莫札特球，別稱莫札特糖果 ），是一種包裝紙印上印有莫札特肖像，本身外覆著巧克力殼的甜點，以開心果、杏仁糖、和牛軋糖、以及黑巧克力製成球狀外觀，1890年由薩爾斯堡的皇家糕點師經過長時間的試驗後研發後，以該城市出生的音樂家沃夫岡·阿瑪迪斯·莫札特命名。這種糖果豐富達三四層，每一層各含豐富的香甜氣息，搭配起來非但不雜亂，反倒顯現出更加獨特複雜的味蕾感受。1905年在法國巴黎世界博覽會以莫札特巧克力參展勇奪金牌，旋即風靡全球，如今奧地利觀光客幾乎都會特地找機會品嘗這種特色美食，而許多國家以舶來商品為導向的食品、點心類商店也偶而可以找到進口的莫札特巧克力。

## 起源以及仿製品

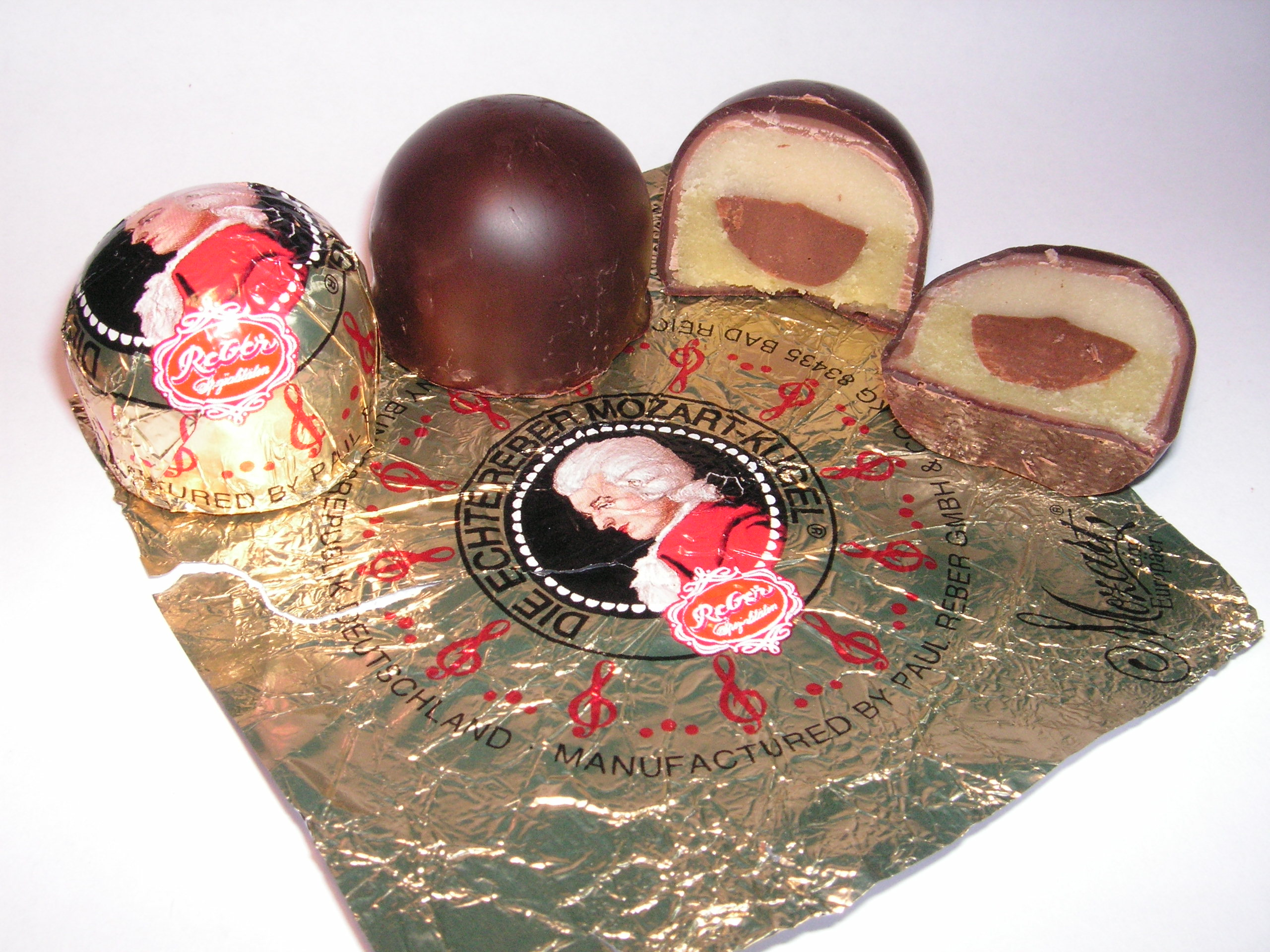
位於德國巴伐利亞最東南境 Bad Reichenhall 的P.Reber 股份有限公司出產仿製品

從那時起其他薩爾斯堡的甜點師便已迅速開始仿製這種甜食，並且還很快地直接發展成糕點工業的一部分，這迷人的美食特產能夠廣傳四海，部分也是因為將其命名為卻未申請專利。大部分公司以機器量產這種點心，並且幾乎都使用了相同的標語「令人回味無窮的ＸＸ莫札特巧克力」作為一貫的名號。有趣的是，只有甜點師可以用「正統薩爾斯堡莫札特巧克力」來命名，而這稱號唯獨可用於他在薩爾斯堡的三家分店。

## 製作「正統的薩爾斯堡莫札特巧克力」
一顆莫札特巧克力內部包著金黃色且略含食用色素的開心果杏仁糖，外覆類似牛軋糖的甜食，並浸入巧克力使其蘸上一層巧克力糖衣 （Kuvertüre）。而「正統薩爾斯堡莫札特巧克力」從甜點師開始到現在，始終遵循著原始的食譜配方，也遵循傳統的手工製程：首先將開心果杏仁糖切丁處理成小棒狀，再將這些小糖塊攪和在牛軋糖中，然後才把這個複合體沉入巧克力融漿之中，沾上一層濃郁的巧克力，以一個和球模連接的棒狀物體，垂直支架安置好，等待它凝固成型。最後將棒子取出，小心翼翼地不讓巧克力糖衣表面留下氣泡孔，再用錫箔包裝便完成了。

## 相關的巧克力名產
以音樂家命名是並非莫札特巧克力的專利，另外有許多乾果糖(praline)亦乘此風跟進，
也被冠上不同的名人以玆稱呼，例如：
- 1985年以著名音樂家巴赫命名。
- 1987年以薩爾斯堡1587年至1612年任職大主教的 命名。
- 1996年以薩爾斯堡出生的物理學家多普勒命名。
- 則是以薩爾斯堡1619年至1653年任職大主教的 Paris Graf von Lodron 命名，此人亦是薩爾斯堡大學的創始人。

### 外部連結
- （德文）Café Konditorei Fürst Salzburg （页面存档备份，存于）
- （德文）Paul Reber GmbH & Co. KG
- （德文）（英文）Firma Mirabell